# Halloween Ends
Halloween Ends è un film del 2022 diretto da David Gordon Green.
La pellicola è il sequel di Halloween Kills (2021) e il 13° film del franchise di Halloween nonché l'ultimo della trilogia iniziata nel 2018.

## Trama
La notte di Halloween del 2019, il ventunenne Corey Cunningham si reca a fare da babysitter a Jeremy Allen, bambino rimasto impressionato dalla storia di Michael Myers. A causa di uno scherzo del bambino, Corey lo colpisce accidentalmente con una porta e Jeremy precipita dalla tromba delle scale morendo davanti ai suoi genitori ritornati nel frattempo e che quindi incolperanno Corey di omicidio volontario.
Tre anni dopo, ad Halloween 2022, quattro anni dopo gli ultimi eventi del 2018 narrati nei precedenti due film, Laurie Strode, sta scrivendo un libro sulla sua storia e vive con sua nipote Allyson che ora lavora come infermiera. Michael Myers non si è più fatto vivo, tuttavia la città è ancora scossa dalla sua ultima furia omicida e Laurie deve affrontare i cittadini che la attaccano come responsabile per gli omicidi dell'Uomo Nero (all'uscita da un supermercato, dopo aver incontrato Frank Hawkins, Laurie viene attaccata dalla sorella di Sondra, sopravvissuta incredibilmente all'aggressione di Michael nel 2018, dove morì il marito). Corey, ancora tormentato dalla comunità di Haddonfield per la morte di Jeremy,  lavora nel cantiere di suo padre cercando di andare avanti. Dopo essersi scontrato con dei bulli liceali ed essersi ferito, viene soccorso da Laurie che lo porta all'ospedale dove lavora Allyson che sembra notevolmente attratta dal ragazzo. La sera stessa infatti porta il ragazzo a una festa in maschera dove quest'ultimo si scatena e riesce a godersi la serata, rovinata in seguito dalla madre di Jeremy, presente nel locale, che lo accusa di aver voluto uccidere suo figlio intenzionalmente e di proposito. Sarà Lindsey, sopravvissuta a un incontro con Myers sia nel 1978 che nel 2018, a fermare la discussione. Dopo essersi separato da Allyson, ed essersi nuovamente scontrato con Terry e la sua banda che lo gettano sotto un ponte, Corey viene trascinato dentro un condotto per poi svegliarsi in una fogna. Cercando di uscire si imbatte in Michael Myers, ancora vivo ma gravemente indebolito. L'assassino lascia il ragazzo in vita e quest'ultimo, una volta uscito dalla fogna, uccide accidentalmente un vecchio vagabondo che si era scagliato contro di lui.
Laurie noterà subito da un successivo incontro con Corey come quest'ultimo abbia il male negli occhi (dichiarando di aver visto la stessa cosa che vide negli occhi di Michael) e lo ammonirà di stare lontano dalla nipote con cui nel frattempo ha avviato una relazione. Il ragazzo tuttavia è sempre più assalito dal male, tanto che, dopo una cena con Allyson dove quest'ultima viene infastidita da un agente che le faceva la corte, attira quest'ultimo nelle fogne e lo fa uccidere da Michael che, fortemente indebolito, sembra riprendere forza dopo l'uccisione. Michael si reca poi a casa di Laurie e la spia da lontano (da qui Laurie inizia ad avere strane inquietudini su Corey e Myers) mentre Corey si apparta con Allyson. Laurie si confida poi con Lindsey, sui suoi sospetti verso Corey e sulla sua sensazione che Myers sia coinvolto nella storia. Allyson perde la promozione al lavoro a favore della sua collega che ha una relazione col dottor Mathis (il capo di entrambe) ma la sera stessa, nell'abitazione di quest'ultimo, Corey ucciderà il dottore mentre Michael la ragazza. Dopo aver litigato con sua madre, Corey va via da casa sua.
La mattina del 31 ottobre, Laurie, sempre più convinta della malvagità di Corey, avrà un duro confronto col ragazzo nella vecchia casa degli Allen dove morì Jeremy, imponendogli di stare lontano dalla nipote. Il giovane propone però ad Allyson di lasciare Haddonfield e accusa Laurie davanti alla nipote di volerlo uccidere. La giovane accetta la fuga, litigando con Laurie e accusandola di essere ancora soggiogata dal suo trauma legato a Myers. La stessa notte però Corey litiga con Michael riuscendo ad atterrarlo e a prendergli la maschera. Il giovane si trasforma quindi in un emulatore e indosserà la maschera di Michael per compiere vari omicidi (ucciderà sua madre che lo ha sempre oppresso, Terry e la sua banda e un DJ che in precedenza aveva offeso sia lui che Allyson) ma anche suo padre finirà accidentalmente ucciso.
Dopo la fuga di Allyson (che cerca inutilmente di contattare Corey), Laurie attira Corey in casa sua fingendosi disperata e pronta a uccidersi (poco prima denuncerà infatti un suicidio). Una volta sparato al ragazzo, quest'ultimo si infilzerà il coltello al collo nel momento in cui Allyson torna a casa e, vedendo il giovane a terra sanguinante e la nonna con in mano il coltello, pensa che quest'ultima lo abbia ucciso e fugge via disperata. Tuttavia una telefonata da Frank Hawkins che le comunica la denuncia di suicidio della nonna, la farà tornare indietro.
A casa di Laurie si fa vivo Michael che riprende la sua maschera e ha un breve scontro con Corey, ancora vivo ma Myers gli romperà il collo uccidendolo definitivamente. Laurie intuisce che Michael è entrato a casa sua e si nasconde per poi sbucare fuori e iniziare a colpire Myers. Entrambi lotteranno furiosamente ma Laurie riuscirà a infilzare le mani di Michael al tavolo con dei coltelli e a bloccarlo con il frigorifero. Myers, nuovamente indebolito cerca di liberarsi ma Laurie lo pugnala ripetutamente e lo sgozza. Nonostante tutto, con un ultimo sforzo Michael libera una mano dal coltello strappandosi il medio e cerca di strangolare Laurie ma Allyson, arrivata giusto in tempo, libera la nonna e spezza il braccio a Michael, permettendo a Laurie di tagliargli i polsi. Michael, perdendo moltissimo sangue, muore sul tavolo di Laurie. Arrivati Hawkins, lo sceriffo Barker e la polizia, e vedendo Michael morto sul tavolo, Laurie e Allyson lo legano sul tetto di un'auto e lo portano in una sorta di "corteo" a cui partecipa tutta Haddonfield desiderosa di liberarsi dall'assassino (tra cui anche parenti e testimoni delle vittime di Myers) nel cantiere del padre di Corey. Laurie getta quindi il corpo di Michael in un trituratore industriale distruggendolo e mettendo definitivamente fine alla minaccia.
Il film si conclude con Allyson che, dopo essersi scusata con sua nonna, lascia Haddonfield e Laurie che termina il suo libro scrivendo che il male non può morire ma solo cambiare forma. Riceve poi una visita da Hawkins, chiaramente interessato a lei e i due siedono quindi davanti al portone della casa di Laurie mentre la telecamera inquadra le varie stanze compreso il salotto dove, sul tavolo, giace la maschera di Michael Myers.

## Produzione

### Sviluppo
Nel 2019, dopo il successo ottenuto da Halloween, vennero annunciati i due sequel (Halloween Kills e Halloween Ends), inizialmente previsti per il 2020 e per il 2021 (rimandati poi di un anno a causa della pandemia di COVID-19).

### Riprese
Nell'agosto 2021, due mesi prima dell'uscita di Halloween Kills, James Jude Courtney annunciò l'inizio delle riprese per il 10 gennaio 2022. Esse sono poi iniziate il 19 gennaio 2022 e si sono concluse il 9 marzo successivo.
Il budget del film è stato di 33 milioni di dollari.

## Colonna sonora
John Carpenter ha composto le musiche dei film.

## Promozione
Il primo trailer è stato distribuito il 20 luglio 2022.
Il trailer in italiano è stato diffuso il 27 settembre seguente.

## Distribuzione
Il film, posticipato di un anno a causa della pandemia di COVID-19, è uscito nelle sale cinematografiche statunitensi il 14 ottobre 2022 mentre nelle sale italiane l'uscita, originariamente prevista per il 20 ottobre, è avvenuta il 13 ottobre 2022.

## Accoglienza

### Incassi
Halloween Ends ha incassato 64,1 milioni di dollari negli Stati Uniti e in Canada e 40,9 milioni di dollari in altri territori, per un totale mondiale di 105 milioni di dollari.
Negli Stati Uniti e in Canada, la pellicola ha incassato 40 milioni da 3.901 sale nel fine settimana di apertura. Il film ha incassato 20 milioni di dollari nel suo primo giorno, inclusi 5,4 dalle anteprime di giovedì sera, un aumento dell'11% rispetto ai 4,85 di Halloween Kills dell'anno precedente.

### Critica
La pellicola ha ricevuto giudizi contrastanti da parte della critica e dei fan del franchise. Sul sito web Rotten Tomatoes il film riporta un punteggio del 40% di recensioni positive basate su 250 recensioni, con una valutazione media di 5,1/10. Il consenso del sito web recita: "Halloween finisce, per ora, comunque, con una puntata spesso sconcertante che viene pugnalata, tagliata e picchiata da una serie di frustranti opportunità perse". Metacritic, che utilizza una media ponderata, ha assegnato al film un punteggio di 47 su 100, basato su 44 critici, indicando "recensioni contrastanti o nella media". Il pubblico intervistato da CinemaScore ha assegnato al film un voto medio di "C+" su una scala da A+ a F, il più basso del franchise, mentre quelli di PostTrakha dato al film un punteggio complessivo positivo del 64%.
Richard Roeper del Chicago Sun-Times ha assegnato al film 1,5 stelle su 4, scrivendo che il "cosiddetto finale della saga di Michael Myers è solo accoltellamento, metafore, accoltellamento, soap opera, accoltellamento, bulli della banda musicale, accoltellamento e altro ancora accoltellamento”. Scrivendo per Variety, Owen Gleiberman ha detto che il film "non è né spaventoso né divertente" e lo ha definito "la voce più senza gioia metaforica e contorta" del franchise fino ad oggi. Ben Travis di Empire ha dato una recensione negativa, definendo il film "perso nel proprio abisso" e "un capitolo finale insoddisfacente" e criticando la direzione di Green.
Nella sua recensione per The Hollywood Reporter, David Rooney lo ha definito "un film sciatto la cui nuova ispirazione principale sembra fasulla", anche se "i fan dell'horror potrebbero godere di omaggi ad altri film del canone di Carpenter". Dando 1,5 stelle su 4, Brian Tallerico di RogerEbert.com ha trovato il film "mal eseguito", frettoloso e "a malapena un film di Halloween" a causa dell'attenzione della storia sui personaggi appena introdotti, e ha considerato particolarmente carente la performance di Campbell. In una recensione positiva, K. Austin Collins di Rolling Stone ha ritenuto Halloween Ends il migliore della trilogia di Halloween di Green, notando il suo "groviglio di emozioni e paure interessante e complesso" e confrontandolo con i precedenti film indipendenti di Green "abilmente osservati". Il New York Times ha recensito il film come "un film meno frenetico e più intimo del suo predecessore, uno che si svolge con un lutto finale". Time Out ha anche recensito il film in modo più positivo di Kills, dandogli una recensione a 3 stelle e definendolo una "piacevole sorpresa".
Pur considerandolo anche un miglioramento rispetto al suo predecessore, Todd Gilchrist di The AV Club ha criticato la mancanza di concentrazione sul principale antagonista della serie e alla fine l'ha etichettato come "non particolarmente buono" e una "chiusura insoddisfacente". Kyle Smith del Wall Street Journal ha trovato la performance di Curtis "un piacere da guardare" e ha definito il film "in gran parte avvincente". Peter Howell di Toronto Star ha assegnato al film 2,5 stelle su 4, descrivendolo come "intelligente" e "probabilmente andrà d'accordo con i fan del franchise", ma ha notato che la vera finalità è probabilmente impossibile per questa serie.

## Riconoscimenti
- 2022 ― Hollywood Music in Media Awards[25]
  - Candidatura per la miglior colonna sonora in un film horror a John Carpenter, Cody Carpenter e Daniel Davies
- 2022 ― People's Choice Awards[26]
  - Candidatura come miglior film drammatico dell'anno
  - Candidatura come miglior attrice in un film drammatico a Jamie Lee Curtis

## Sequel
Come suggerisce il titolo, il film sembra rappresentare la chiusura dell'intero franchise dopo 44 anni. Tuttavia il produttore Jason Blum sostiene che il film chiuderà la trilogia prodotta da Blumhouse Productions e che i diritti torneranno in seguito a Malek Akkad, aggiungendo che altre case di produzione potrebbero essere interessate in futuro a creare una loro storia nel franchise. John Carpenter (regista del film del 1978) ha dichiarato che se il film avesse avuto successo, ci sarebbe stato l'interesse da parte di altre case produttrici per produrne di nuovi, appoggiato da Jamie Lee Curtis che dichiara come potrebbero esserci nuovi film ma anche che Halloween Ends sarebbe comunque stato il suo ultimo film della saga.